# Andromeda Conquest
Andromeda Conquest est un jeu vidéo de stratégie au tour par tour conçu par David Peterson et publié par Avalon Hill en 1981 sur Apple II, Atari 8-bit, TRS-80, Commodore PET, Commodore 64 et IBM PC. Le jeu simule un conflit entre différents empires galactiques. Le joueur y dirige un empire ayant récemment mis au point une technologie permettant de voyager dans l’espace à la vitesse de la lumière. Il a pour objectif d’étendre son emprise à toute la galaxie, en prenant le contrôle de nouveaux systèmes solaires et en les défendant contre les attaques d’autres civilisations. Son gameplay  s’inspire en partie de celui de Risk. Il repose ainsi sur une prise de contrôle rapide de systèmes solaires riches en ressources afin de construire d’immense flotte de vaisseaux spatiaux en prévision des conflits. Plus globalement, il est fortement influencé par les wargames sur table de l’époque, dont il reprend notamment l’utilisation d’une carte et de fiches techniques imprimés, pour suivre l’évolution de la partie, et les conditions de victoires.

## Système de jeu
Andromeda Conquest est un jeu de stratégie au tour par tour qui simule un conflit entre plusieurs empires pour la conquête d’un secteur de la galaxie. Il peut se jouer seul contre l’ordinateur ou en multijoueur, avec entre deux et quatre joueurs. Il se déroule sur une carte d’un secteur de la galaxie généré aléatoirement et pouvant contenir jusqu’à 48 étoiles. Chaque participant dirige un empire ayant récemment mis au point une technologie permettant de voyager dans l’espace à la vitesse de la lumière,. Chacun d’eux débute la partie avec un unique système stellaire et a pour objectif d’en contrôler dix. Pour cela, ils doivent utiliser les ressources produites par leur système pour fabriquer des vaisseaux spatiaux afin d’explorer, de coloniser ou de conquérir d’autres mondes. Les systèmes qui n’appartiennent pas à un des participants peuvent être inhabités ou être contrôlés par des factions indépendantes, gérées par l’ordinateur. Ces dernières ne peuvent pas construire de vaisseaux spatiaux mais elles peuvent disposer de défense, que le joueur doit vaincre avant de coloniser leur système. Le jeu se déroule au tour par tour. Au début de chaque tour, une certaine quantité de ressource est alloué au joueur, en fonction du nombre et des caractéristiques des systèmes qu’il contrôle. Grâce à ces ressources, il peut fabriquer des vaisseaux spatiaux, dédié à la colonisation ou au combat, ou développer les défenses d’un de ses systèmes. Si une de ses flottes occupe un système inhabité ou sans défense, il peut également utiliser ses ressources pour établir une nouvelle colonie, dont le coût en ressource dépend de son éloignement par rapport au système de départ du joueur. Après la phase d’allocation des ressources, le joueur peut donner des ordres à ses flottes. Il dispose pour cela d’une carte, uniquement textuelle, du secteur de la galaxie sur laquelle est indiqué la position des étoiles, de ses vaisseaux et des vaisseaux ennemis. Lorsque la flotte d’un joueur rencontre des vaisseaux ou des systèmes appartenant à un autre participant, il peut décider de les attaquer ou de débuter des négociations afin de nouer des alliances. S’il décide d’attaquer, le résultat de l’affrontement est déterminé automatiquement par le programme,.

## Postérité
Rétrospectivement, Andromeda Conquest est considérée, avec Galactic Empire (1979), comme un des premiers jeux vidéo  de conquête spatial. A ce titre, il est considéré comme un des précurseurs des jeux 4X sur ce thème, qui deviennent particulièrement populaire après la sortie de Reach for the Stars en 1983,. Contrairement à ce dernier, Andromeda Conquest ne permet en revanche pas au joueur de développer sa technologie et de gérer son économie et ne contient donc pas tous les élements qui caractérisent un jeu 4X.